# Auriglobus
El auriglobus es un género de peces globo de agua dulce del Sudeste Asiático.

## Especies
Existen al menos cinco especies reconocidas en este género:
- Auriglobus amabilis (T. R. Roberts, 1982)
- Auriglobus modestus (Bleeker, 1850)
- Auriglobus nefastus (T. R. Roberts, 1982) (greenbottle pufferfish)
- Auriglobus remotus (T. R. Roberts, 1982)
- Auriglobus silus (T. R. Roberts, 1982)